# Ilaria Bianco
Ilaria Bianco (n. 29 mai 1980, Pisa, Toscana, Italia) este o scrimeră italiană specializată pe sabie, dublă campioană mondială pe echipe în 1999 și 2003, campioană europeană la individual în 2003 si pe echipe în 2011.
A participat la proba individuală la Jocurile Olimpice din 2008, dar a fost eliminată în tabloul de 16 de rusoaica Sofia Velikaia, care s-a clasat pe locul patru în cele din urmă.

## Legături externe
- Profil Arhivat în 23 iunie 2015, la Wayback Machine. la Confederația Europeană de Scrimă
- en Ilaria Bianco la Olympedia.org